# Thongsouk Saysangkhi
Thongsouk Saysangkhi fue un prisionero político y ministro de ciencia y tecnología en el Partido Popular Revolucionario de Laos, un partido político comunista que ha gobernado Laos desde 1975.
En 1990,  fue arrestado después de dimitir del Gobierno y el Partido pidiendo cambio político y económico. También arrestado con él estuvieron Latsami Khamphoui y Feng Sakchittapong. Los tres estuvieron sin juicio por dos años, antes de ser sentenciados a 14 años de cárcel.
En su letra de dimisión a Kaysone Phomvihan, entonces secretario general del comité ejecutivo central del partido y jefe de Estado, Thongsouk Saysangkhi dijo, "yo me opongo al poder dictatorial de una camarilla, los cuales son precisamente el Partido y el Estado; y estoy reclamando la celebración de elecciones libres, la práctica de democracia y libertades populares, y la existencia de instituciones democráticas opuestas al mantenimiento de un sistema de feudal comunista y el dinastismo del Politburo. ... La historia de la humanidad ha confirmado que un sistema de partido que confía exclusivamente en coerción y el engaño es incapaz de traer prosperidad y felicidad a nuestras personas."
Según Amnistía Internacional, Thongsouk Saysangkhi murió en prisión en febrero de 1998. Amnistía dice que estuvo alertado de las pobres condiciones de la prisión y el pobre estado de salud de Thongsouk Saysangkhi. Sin embargo, las autoridades de Laos negaron la situación.